# بنفسجي

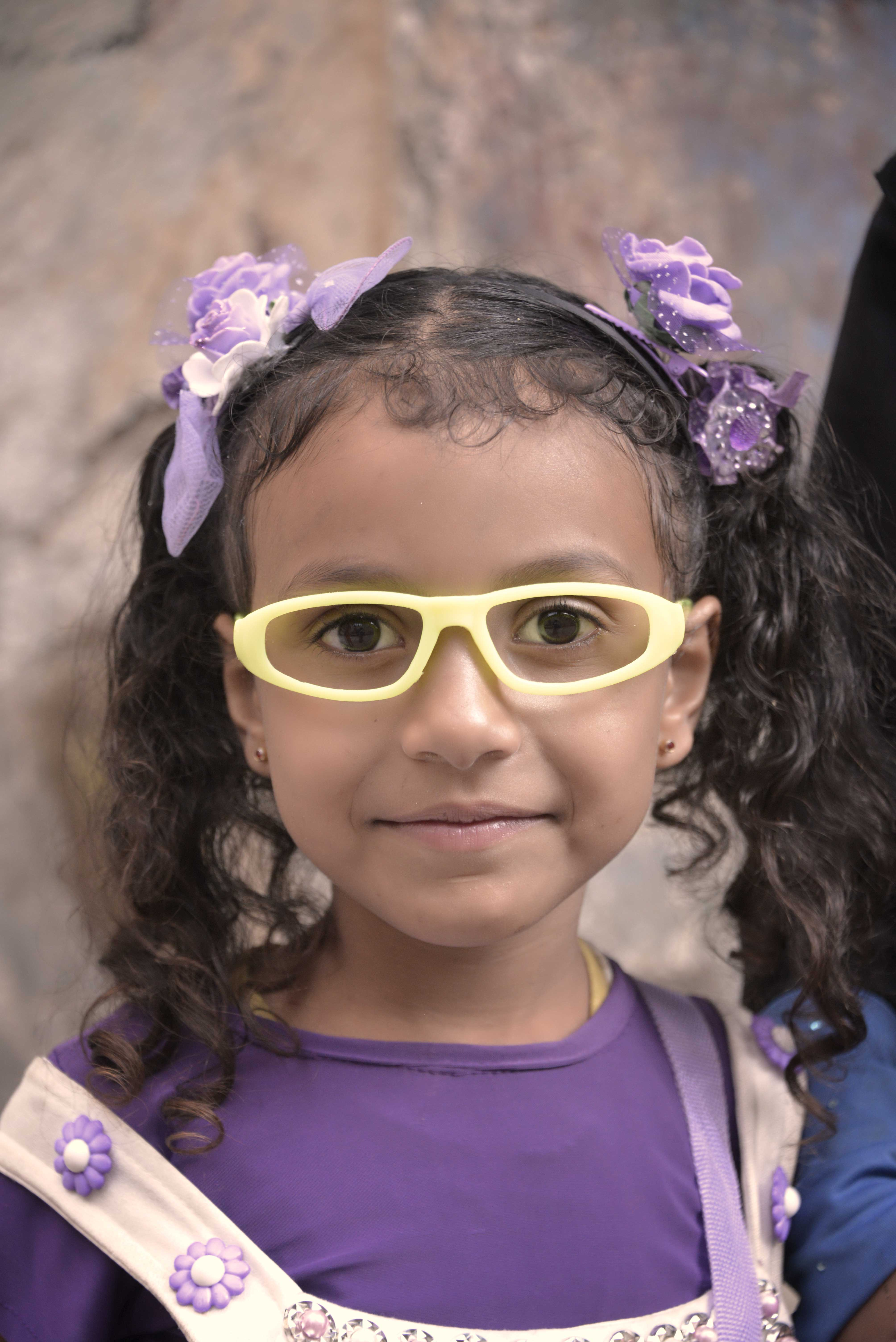
بنت يمنية ترتدي زيا بنفسجيًا.

يأتي اسم "البنفسجي" من اسم زهرة البنفسج، والذي يستخدم في مكانين:
الأول: في إشارة إلى لون الضوء ذو الطول الموجي القصير في نهاية الطيف المرئي، ويكون طول الموجة حوالي 380-420 نانومتر، حيث يمكن التعرف على اللون النيلي (بالإنجليزية: Indigo)‏، أو بشكل أكثر شيوعًا 380-450 نانومتر (وهو لون طيفي (Spectral color)).
الثاني: لون بنفسجي قد يشير إلى وجود تدرج أرجواني، وهو خليط من ضوئين أحمر وأزرق، وليس لوانًا طيفيًا (Spectral color) (انظر مناقشة للتمييز بين البنفسجي والأرجواني). اللون البنفسجي الطيفي هو خارج السلسلة اللونية الكاملة للفضاء اللوني RGB، وعلى الرغم من أنه يمكن أن يقترب من اللون المسمى بنفسجي كهربائي (لون)، فإنه لا يمكن أن نستنسخه تماما على شاشة الحاسوب.

## رمزية اللون البنفسجي
البنفسجي هو لون الاعتدال، ينتج عن كميات متساوية من اللونين الاحمر والازرق. يعتبر هذا اللون رمز للوضوح، ونفاذ البصيرة العمل العاقل والتوازن بين الأرض والسماء، الحواس والروح والشغف والذكاء والحب والحكمة.
إن البنفسجي يقع في مواجهة الأخضر على افق الدائرة الحيوية. لايعني هذا اللون العبور الربيعي من الموت إلى الحياة، أي الارتقاء، وإنما يعني العبور الخريفي من الحياة إلى الموت أي الأنغماد، وهكذا وبطريقة ما يصبح الوجه الآخر للأخضر، ويرتبط مثله برمزية الشدق. غير أن البنفسجي هو الفم اللذي يبتلع ويطفئ النور، بينما الأخضر، هو اللذي يلفظ، ويعيد إضاءة النور. ولهذا نفهم لماذا اعتبر البنفسجي لون السر، وراءه يكتمل السر غير المرئي للتجسيد، أو على الأقل للتحول. إذا عرفنا هذا نفهم السبب الذي من اجله يظهر المسيح في الصروح والنصب التذكارية التي أقيمت في القرون الوسطى وهو يرتدي ثوباٌ بنفسجياٌ في أسبوع الآلام. وهذا يعني أنه في اللحظة التي اكتملت فيها تضحيه، غداٌ إنسان بالمعنى الدقيق للكلمة، ابن التراب، الذي سيفدى مع الروح القدس السماوية الخالدة التي سيرجع إليها. نفس هذه الرمزية نجدها في لباس جوقة الترتيل في الكنائس.
وبفعل هذه الرمزية الجنائزية، أصبح اللون البنفسجي لوناٌ للحداد أو النصف حداد في المجتمعات الغربية: وهذا يستحضر أيضاٌ، وبدقة أكبر فكرة الموت باعتباره معبراٌ لا على أنه حالة نهائية.